# La Croupte
La Croupte is een plaats en voormalige gemeente in het Franse departement Calvados in de regio Normandië. De plaats telt 73 inwoners (1999) en maakt deel uit van het arrondissement Lisieux.

## Geschiedenis
Tot 22 maart 2015 vormde La Croupte een enclave van het kanton Orbec binnen het kanton Livarot. Op deze dat werd het kanton Orbec opgenomen en werden de meeste gemeenten, waaronder La Croupte, opgenomen in het kanton Livarot. Op 1 januari 2016 werd de gemeente opgeheven en opgenomen in de op die dag gevormde commune nouvelle Livarot-Pays-d'Auge.

## Geografie
De oppervlakte van La Croupte bedraagt 3,5 km², de bevolkingsdichtheid is 20,9 inwoners per km².
De onderstaande kaart toont de ligging van La Croupte met de belangrijkste infrastructuur en aangrenzende gemeenten.

## Demografie
Onderstaande figuur toont het verloop van het inwonertal (bron: INSEE-tellingen).
Vanwege een beveiligingsprobleem met de MediaWiki Graph-software is het momenteel niet mogelijk deze grafiek weer te geven. Zodra de software is bijgewerkt zal de grafiek vanzelf weer zichtbaar worden.